# Cohérence cardiaque

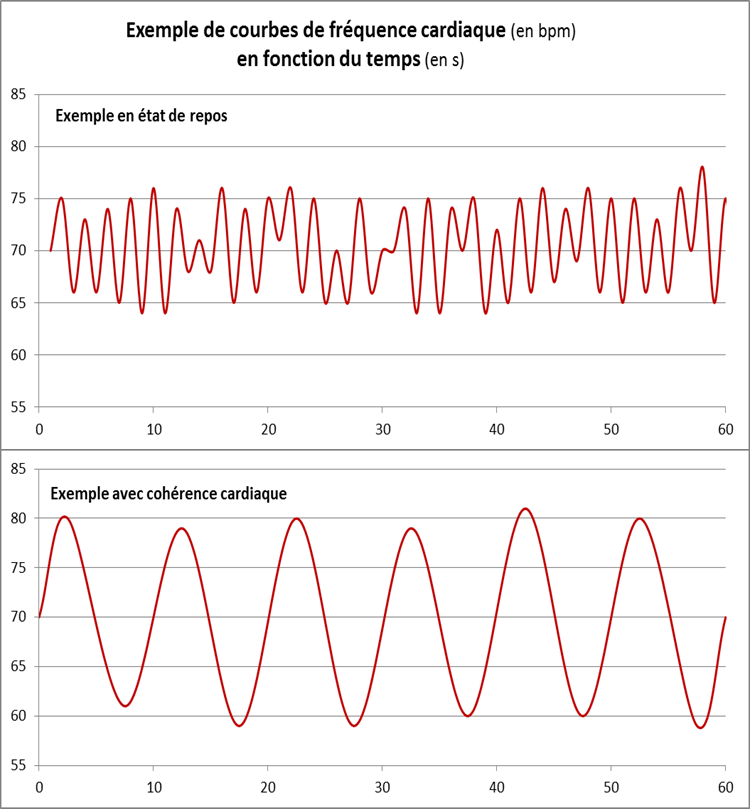
Courbes de variabilité cardiaque avec ou sans cohérence. Ces courbes de principe montrent comment varie la fréquence cardiaque dans deux situations. La 1re correspond à un cas de respiration naturelle : la fréquence cardiaque varie alors bien plus qu’on ne le croit souvent. Le 2^{e} cas est obtenu par la pratique de la « cohérence cardiaque », la fréquence cardiaque est plus régulière, elle est synchronisée avec la respiration : accélération pendant l'inspiration et ralentissement pendant l’expiration. La synchronisation est maximale -résonance- vers 0.1 Hz (1 respiration toutes les 10 s) et concerne aussi les variations de la pression sanguine,,.

La cohérence cardiaque est une technique respiratoire basée habituellement sur la pratique régulière d’une respiration rythmée lente (environ 6 respirations par minute) qui équilibre les actions des branches sympathique et parasympathique du système nerveux autonome sur le cœur, ce qui peut amener des conséquences positives en matière de santé physique ou mentale. Les exercices de cohérence cardiaque peuvent être indiqués comme intervention complémentaire à d’autres approches thérapeutiques ou en prévention, et notamment en cas de stress,.
La cohérence cardiaque est apparue au tournant des années 2000 dans le cadre des travaux scientifiques sur la variabilité de la fréquence cardiaque : alors que la fréquence cardiaque varie de manière chaotique habituellement, il est apparu que ces variations deviennent cohérentes et plus amples lors des exercices de cohérence cardiaque. De plus, des systèmes de biofeedback peuvent être utilisés dans le but d'optimiser les bénéfices en matière de santé en recherchant le rythme de respiration optimal pour la personne, appelé fréquence de résonance.
Le monde médical et les scientifiques ont mis du temps à s'intéresser à la cohérence cardiaque et restent dans une démarche prudente. Toutes les situations ne sont pas améliorables. Parfois, des dérives commerciales ont pu se produire, par exemple en vente de matériels ou de prestations de développement personnel. Il n’en reste pas moins que des bienfaits de la cohérence cardiaque sont de plus en plus confirmés par la recherche scientifique, en particulier dans les domaines de la santé physique ou mentale, de l'éducation ou du sport et par l’intérêt des chercheurs et des thérapeutes pour ces approches thérapeutiques non-invasives, peu coûteuses et pouvant être poursuivies de façon autonome par les personnes,,,.

## Présentation de l'approche
La fréquence cardiaque fluctue de manière permanente. Cette variabilité de la fréquence cardiaque (VFC) est un bon indicateur de la capacité du cœur à faire varier son rythme en fonction des sollicitations internes ou externes qui agissent en particulier à travers le système nerveux autonome. Celui-ci comprend deux composantes antagonistes : le système nerveux orthosympathique appelé par simplification « sympathique » (action accélératrice) et le système nerveux parasympathique (action de frein),.

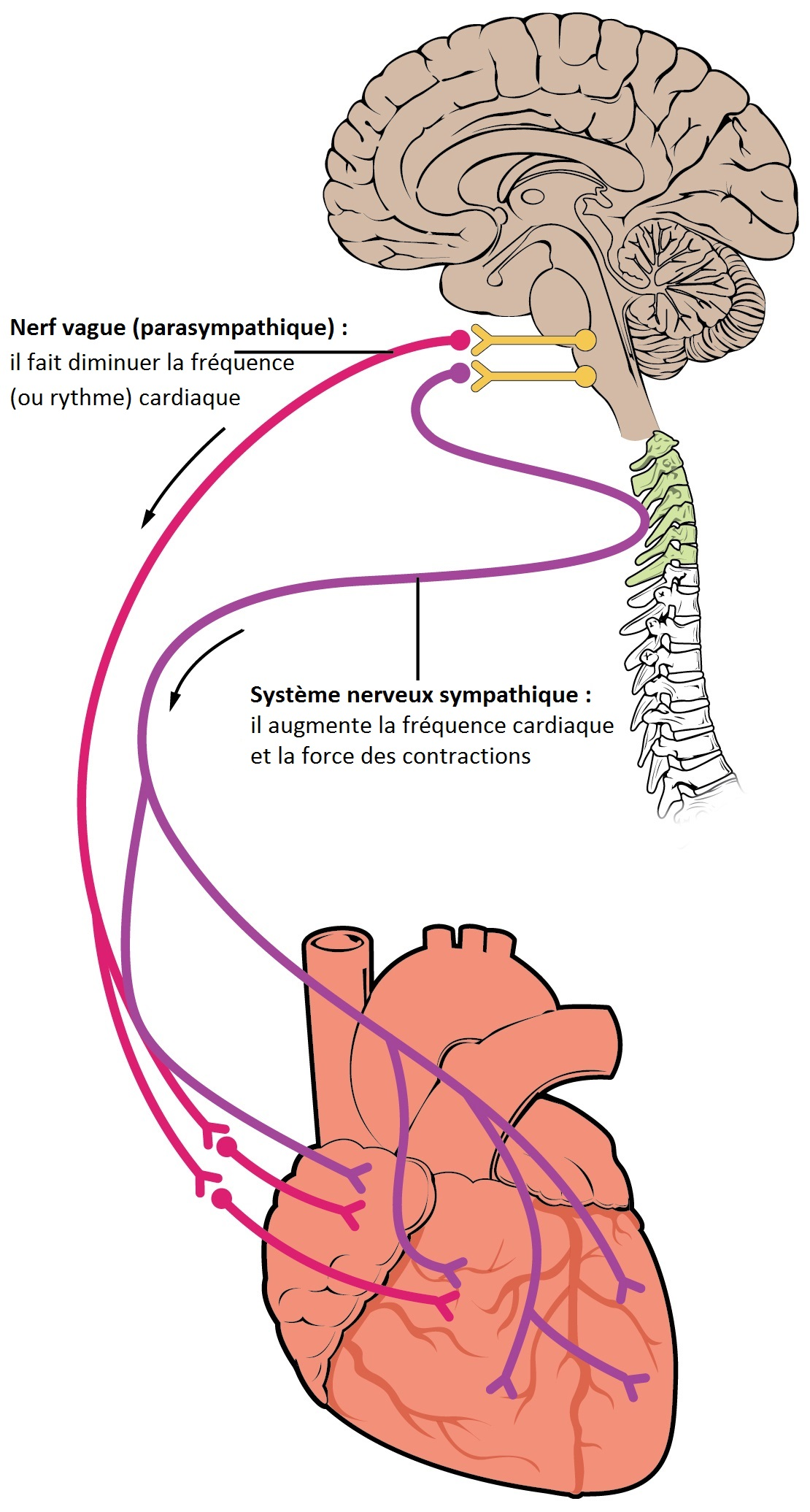
Action du système nerveux autonome sur le rythme cardiaque.

La synchronisation des systèmes sympathique et parasympathique génère un phénomène de « balancier physiologique » appelé cohérence cardiaque. Elle est obtenue à un rythme de respiration propre à chacun, voisin de 6 respirations par minute, générant des modifications physiologiques et agissant sur les échanges entre le cœur et le cerveau,,.

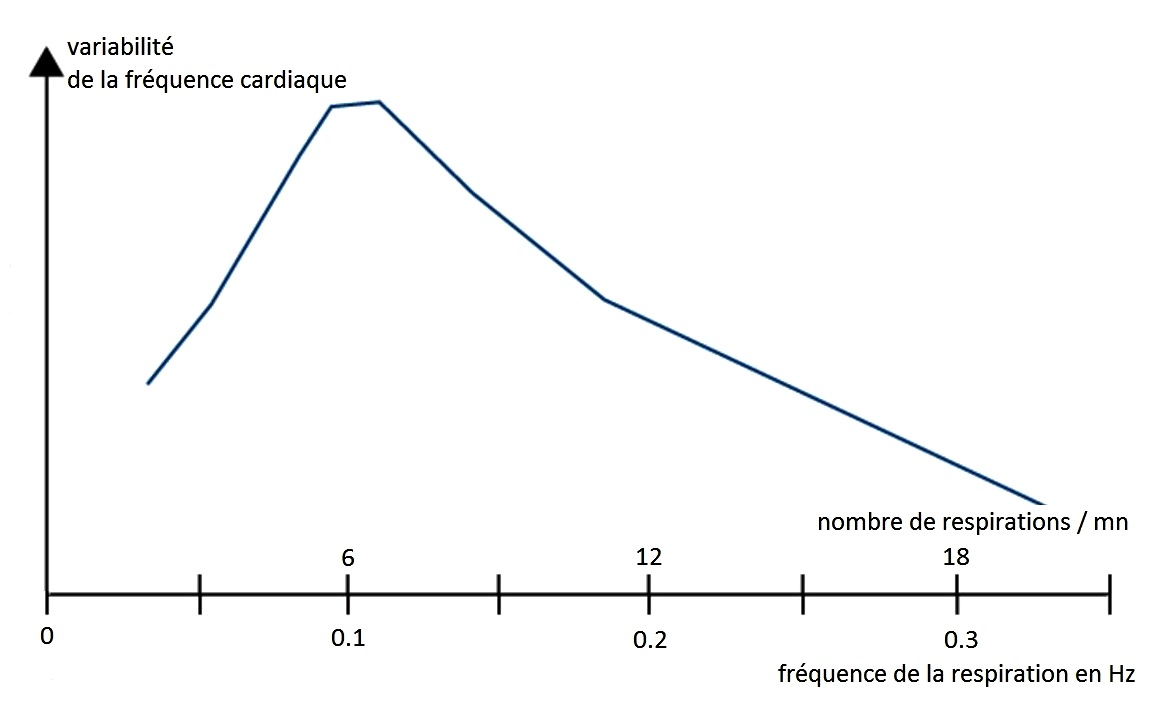
Le maximum de variabilité cardiaque (VFC) est observé à un rythme de respiration spécifique à chacun, vers 6 respirations/min, soit un cycle respiratoire (inspiration-expiration) de 10 secondes (fréquence de 0.1 Hz). Le but des exercices de cohérence cardiaque est de placer la personne à un maximum de VFC.

L’expression « cohérence cardiaque » est plutôt utilisée dans le public alors que, dans une méta-analyse de 2023, il apparaît que les scientifiques utilisent souvent d’autres expressions, en particulier « biofeedback de variabilité de la fréquence cardiaque ». Dans les cas étudiés, il s’agit de rechercher la « fréquence de résonance », à environ 6 respirations par minute (de 4 à 7 respirations par minute suivant les personnes), qui donne les variations les plus amples de la fréquence cardiaque (VFC), afin « d'obtenir des bénéfices à la fois physiques et mentaux ». Les études scientifiques s'appuient sur 3 types de méthodes pour y arriver : une fréquence de respiration fixe, imposée à la personne, généralement 6 respirations par minute ; ou bien chaque participant doit respirer à sa fréquence de résonance, détectée au préalable ; ou encore chaque participant suit un dispositif de biofeedback qui lui permet de se caler sur sa fréquence respiratoire optimale (de résonance). Les études réalisées montrent que la cohérence cardiaque trouve des applications prometteuses dans de nombreux domaines :« Les auteurs suggèrent que le [biofeedback de variabilité de la fréquence cardiaque] pourrait être considéré comme une excellente intervention complémentaire pour les professionnels qui travaillent dans les domaines de la santé, de la médecine, de l'éducation et du sport. »,,. La santé mentale (stress ou dépression par exemple) est aussi concernée,,,. Les exercices de cohérence cardiaque « pourraient être conseillés en tant que low-tech peu coûteuse, à utiliser à des fins de prévention et de traitement d’appoint, avec peu d’effets indésirables attendus ».
Par ailleurs, comme les études portent sur de nombreux domaines et que les effets physiologiques sont complexes, il y a besoin d’améliorer la qualité des études scientifiques pour qu'elles puissent être mieux comparées entre-elles et répétées (répétabilité) : « Les effets physiologiques de la respiration lente sont en effet vastes et complexes »,.

## Historique
Il est historiquement connu que la respiration lente volontaire (par exemple dans le yoga depuis plus de 2 000 ans) peut aider à réguler l'homéostasie. Au milieu du XXe siècle, les pratiques respiratoires ont commencé à se répandre en occident lorsque des publications scientifiques internationales ont étayé le fait que la respiration lente avait des effets bénéfiques sur la santé mentale,.
Ensuite, la recherche a progressé, s'appuyant sur les techniques de variabilité de la fréquence (ou du rythme) cardiaque (VFC ou VRC). À partir de 1997, Vaschillo et Lehrer ont pu décrire les mécanismes physiologiques en jeu quand la fréquence respiratoire est voisine de 6 respirations par minute : la VFC passe alors d’un régime complexe à un régime sinusoïdal ample et plus régulier (voir les courbes en début d’article), ce qui a permis de découvrir l'existence de l'état de cohérence cardiaque,,.
En France, en 2003, le docteur David Servan-Schreiber a fait connaître la cohérence cardiaque au grand public en publiant son livre Guérir,. Il a été suivi, en 2012, par David O’Hare avec sa méthode 3.6.5,,. Différentes institutions se sont montrées intéressées. Ainsi la Fédération Française de Cardiologie recommande de pratiquer des exercices de cohérence cardiaque pour limiter le stress et ses conséquences sur le cœur,. L'Armée française a recours à la cohérence cardiaque « afin d’optimiser les capacités de chacun et développer les forces morales physiologiques et psychologiques ».Des chercheurs (à Sorbonne Université, INSERM, UFR STAPS Normandie Université...) sont actifs sur la cohérence cardiaque,.

## Critique et discussion
Quand la cohérence cardiaque a été bien identifiée, à la fin des années 1990, l'HeartMath Institute (en) (basé en Californie) menait des recherches sur le sujet. L’institut a rapidement mis au point des outils pour la pratique et l’étude du biofeedback de la variabilité cardiaque, développant, par ailleurs, un concept de « cohérence globale ». L’évaluation scientifique du travail réalisé n'apparaît pas dans les recherches bibliographiques qui peuvent être réalisées début 2024 et des critiques ont été émises, allant jusqu’à considérer le travail de l'institut comme étant de la pseudoscience, qualificatif qui a, aussi et par voie de conséquence, été appliqué à la « cohérence cardiaque ». Ceci n'empêche pas que les outils de biofeedback de l’Institut HeartMath sont largement utilisés, y compris par les chercheurs ou l'armée américaine par exemple,.
Par ailleurs, des conseils sur la cohérence cardiaque sont proposés au public, conseils parfois bien avisés et gratuits, parfois aussi plus approximatifs, en particulier dans des méthodes à but mercantile : « Prétexter par exemple pouvoir guérir de nombreux maux – de la dépression à l’addiction en passant par le stress post-traumatique – grâce à des exercices de respiration, sans tenir compte de l’état actuel des connaissances encore limité et sans proposer d’autres prises en charges thérapeutiques, est une porte ouverte à des dérives. ».
Malgré tout, la recherche scientifique confirme régulièrement les bases de la cohérence cardiaque, en particulier que, si les variations de la fréquence cardiaque sont irrégulières quand la respiration est naturelle, elles deviennent cohérentes et plus amples, avec des conséquences positives pour la santé, quand la respiration est ralentie à environ 6 respirations par minute. Enfin, « il s’agit d’un domaine de recherche de plus en plus fertile »,.